# 张宏儒
张宏儒（1941年—），男，汉族，北京人，中华人民共和国历史学家、出版家，曾任团结出版社社长兼总编辑，中国国民党革命委员会中央委员会常务委员。

## 家庭
妻子贾达黎。岳父贾拓夫。